# Supernovarest
En Supernovarest (på engelsk Supernova remnant eller blot SNR) er en ekspanderende diffus tåge, der dannes af supernovaer.
Efter en supernova af en af supernovatyperne Ib, Ic II, IIL, IIP eller IIn resterer af den eksploderede stjerne en supernovarest – en gassky, som efter nogle få tusinde år vokser til en gigantisk størrelse. Gasskyen bliver efterhånden blandest med det interstellare gas og støv, som indgår i dannelsen af nye stjerner, samt – afhængig af stjernens masse – enten en neutronstjerne eller et sort hul.
Supernovarester kan indeholde tungere grundstoffer som nitrogen, oxygen og neon og kan udvide sig med hastigheder på flere hundre kilometer pr sekund.

## Eksterne links
- Wikimedia Commons har flere filer relateret til Supernovarest

| Astronomi | Spire Denne artikel om astronomi er en spire som bør udbygges. Du er velkommen til at hjælpe Wikipedia ved at udvide den. |